# Antonio Lupis
Antonio Lupis (Molfetta, 31 mars 1620 - mort en un lieu inconnu au début du XVIIIe siècle) est un écrivain italien.

## Biographie
Antonio Lupis naquit à Molfetta d'Ottavio Lupis et de Giacoma de Tucio. Quatrième de quinze enfants, il s'installe en 1651 à Venise. Le testament de sa mère, daté du 31 octobre 1652, le désigne comme sous-diacre. Giovan Francesco Loredan atteste dans une de ses lettres qu'il était un prêtre.
Il fut un écrivain très-prolifique et publia de nombreux romans historiques, qui rencontrèrent un succès considérable auprès du public. La Marchesa d'Hunsley, par exemple, au début du XVIIIe siècle avait déjà eu dix-huit réimpressions, et sera réimprimée à nouveau en 1723.
Dans certaines de ses œuvres, il se consacre à des réflexions moralistes, dans d'autres, il célèbre des personnalités de la culture vénitienne, comme dans la Vita di Giovanni Francesco Loredano, Senator Veneto, dédiée à Giovan Francesco Loredan, ou dans Il plico, biographie encomiastique du peintre Evaristo Baschenis.
Le lieu et la date de la mort de Antonio Lupis sont inconnus, mais il faut la situer au début du XVIIIe siècle.

## Œuvres
- La Faustina, Venise, 1660 ;
- Il postiglione overo lettere di Antonio Lupis, Venise, 1662 ;
- Vita di Gio. Francesco Loredano senator Veneto, Venise, 1663 ;
- Scene della penna, Venise, 1664 ;
- Teatro aperto, Venise, 1664 ;
- La valige smarrita, Venise, 1666 ;
- Mastro di casa uniuersal della Corte. Sotto titolo di Luigi Fedele, Venise, 1666 ;
- L'Annibale, Bergame, 1666 ;
- Il conte Francesco Martinengo nelle guerre della Provenza, et altre attioni militari, Bergame, 1668 ;
- Il serafino di Cantalice overo Vita del b. Felice cappuccino, Milan, 1672 ;
- Fantasme dell'ingegno, Milan, 1673 ;
- Il plico, Milan, 1675 ;
- Il meriggio della gratia, Milan, 1675 ;
- Gli eroi dell'Insubria overo le celesti meraviglie del Gran Santuario, & insigne Monastero di Meda, nella vita dei Santi Aimo, e Vermondo Corii, nobili milanesi, Bergame, 1676 ;
- L'hore pretiose della villa, impiegate nelle memorie più insigni della Motta , Venise, 1677 ;
- La marchesa d'Hunsleij, ovvero l'amazone scozzese , Venise, 1677 ;
- Il chiaro scuro di pittura morale, Venise, 1679 ;
- Dispaccio di Mercurio spedito da Antonio Lupis, Venise, 1682 ;
- L'enormità convertita, Venise, 1683 ;
- La donna forte descritta da Antonio Lupis, Venise, 1684 ;
- La Segretaria morale, Venise, 1687 ;
- L'eroina veneta, overo la vita di Elena Lucretia Cornara Piscopia, Venise, 1689 ;
- Il Gerione diviso in tre' capi : orationi sagre, Eroiche e Funebri, Venise, 1689 ;
- I mostri dell'huomo, Venise, 1689 ;
- Pallade su le poste, Venise, 1691 ;
- L'Amazona della Fede, nella vita della Vergine & Martyre Maria Romana, sotto Valeriano Imperatore, Milan, 1692 ;
- L'huomo apostolico: descritto nella vita de Gran Servo di Dio fra Giuseppe della Leonessa, Milan, 1693 ;
- Il nuovo Zodiaco figurato nei segni della vera sapienza , Venise, 1697 ;
- Il gedeone evangelico nella vita del gran Servo di Dio F(ra) Teodosio de Conti Foresti, 1697 ;
- La curiosità in viaggio, Venise, 1697 ;
- La stravaganza della Fortuna, Venise, 1697 ;
- I sagri trionfi eretti dalla pia magnificenza di Alzano Maggiore alla solennissima translatione de Santi Martiri Bonifacio e Felicità, Bergame, 1700 ;
- La fortuna, ombreggiata, e socciata con l'honestà, e col valore: opera nova ..., ritrovata nel gabinetto del medemo Autore doppo la sua morte, Venise, 1703.

## Voir Aussi
- Agnès Morini, Vies «Incognite». Sur notamment les vies de G.B. Marino par G.F. Loredano (1663), de F. Pallavicino par G. Brusoni (1655) et de G.F. Loredano par A. Lupis (1663), in D. Boillet, M. M. Fragonard, M. Residori, H. Tropé, Vies d’écrivains, vies d’artistes – Espagne, France, Italie XVIe – XVIIIe siècles, Paris, Presses Sorbonne Nouvelle, 2014, pp. 247-262.